# إيرني ووكر
إيرني ووكر (بالإنجليزية: Ernie Walker)‏ (7 يوليو 1928 غلاسكو المملكة المتحدة - 14 مايو 2011) هو لاعب كرة قدم بريطاني.